# مارا ویلسون
 مارا ویلسون (انگلیسی: Mara Wilson؛ زادهٔ ۲۴ ژوئیهٔ ۱۹۸۷) یک هنرپیشه کودک پیشین اهل ایالات متحده آمریکا است.

## فیلم‌شناسی
از فیلم‌ها یا برنامه‌های تلویزیونی که وی در آن نقش داشته است می‌توان به خانم داوت‌فایر، توماس و راه‌آهن جادویی و متیلدا اشاره کرد.